# Frank Marth (acteur)
Frank Marth (New York, 29 juli 1922 – Rancho Mirage, 12 januari 2014) was een Amerikaans acteur.

## Levensloop en carrière
Marth speelde in de jaren 50 mee in de televisieseries Cavalcade of Stars, Hogan's Heroes en The Honeymooners. Latere televisieoptredens had hij in De Man van Zes Miljoen en M*A*S*H.
Marth was gehuwd met actrice Hope Holiday van 1967 tot aan zijn dood. Hij overleed in 2014 op 91-jarige leeftijd.
- Library of Congress Control Number: no2004032053
- Virtual International Authority File: 61253089
- WorldCat: E39PBJvhp6GTtkbf39dGCxmKh3